# إدغار بيتمان
إدغار بيتمان (بالإنجليزية: Edgar Bateman, Jr.)‏ هو عازف جاز أمريكي، ولد في 1929 في سانت لويس في الولايات المتحدة، وتوفي في 18 مايو 2010 في فيلادلفيا في الولايات المتحدة.

## وصلات خارجية
- إدغار بيتمان على موقع ميوزك برينز (الإنجليزية)
- إدغار بيتمان على موقع ديسكوغز (الإنجليزية)